# Кныр, Андрей Иванович
Андрей Иванович Кныр (род. 5 июля 1968 года) - заслуженный тренер России (санный спорт, натурбан).

## Карьера
В 1996 году окончил Карельский государственный педагогический университет. Работает старшим тренером-преподавателем по санному спорту СДЮШОР олимпийского резерва по санному спорту города Кандалакши.
Среди его учеников: 3 заслуженных мастера спорта России, 9 мастеров спорта России международного класса, 30 мастеров спорта России.
Заслуженный работник физической культуры Российской Федерации.
Награжден знаком отличия «Отличник физической культуры и спорта». 
Почётным знаком «За заслуги перед Кандалакшей». 
Почётным знаком «За заслуги в развитии физической культуры и спорта». 
Знаком «За заслуги в развитии физической культуры и спорта в Мурманской области». 
Медалью «80 лет Госкомспорту России».  
Медалью ордена, «За заслуги перед отечеством 2 степени». 
Знаком отличия «За заслуги перед Мурманской областью».  
Юбилейной медалью, посвященной 100-летию образования Министерства спорта Российской Федерации. 
Судья Всероссийской категории.  
Судья международной категории.
Старший тренер сборной России по натурбану. Вице-президент Федерации санного спорта России по СЗФО, член президиума ФССР. 
Член технической комиссии по натурбану Международной федерации санного спорта (FIL).